# Lockeport
Lockeport es un pueblo canadiense situado en la provincia de Nueva Escocia.

## Superficie
Lockeport tiene una superficie de 2,32 km².

## Demografía
En 2021, tenía 476 habitantes, una densidad poblacional de 205,4 hab./km², y 307 viviendas.